# Tatort: Das Zittern der Tenöre
Das Zittern der Tenöre ist ein Fernsehfilm aus der Krimireihe Tatort, der 1981 erstmals ausgestrahlt wurde. Es ist der einzige Tatort mit dem von Erik Schumann gespielten Kommissar Greve. Der Film basiert auf einem Roman des Schriftstellers Hansjörg Martin. Die Musik stammt von Peter Janssens, der ansonsten hauptsächlich als Sacropop-Musiker bekannt ist. Janssens wirkte darüber hinaus auch als Schauspieler in einer Nebenrolle mit.

## Handlung
In dem (fiktiven) Ort Endwarden in Schleswig-Holstein möchte der Pensionär Otto Fintzel seinen Dachboden renovieren. Dabei findet er einen Koffer, der seinem im Zweiten Weltkrieg gefallenen Bruder Julius gehört hat. Julius Fintzel war ein linientreues NSDAP-Mitglied und hatte darüber hinaus eine Sammelleidenschaft. Als Otto Fintzel seinen Freunden im Gesangsverein Germania davon erzählt, vermuten deshalb einige insgeheim, dass der noch ungeöffnete Koffer belastendes Material enthalten könnte. Verschiedene Personen versuchen deshalb, den Koffer in ihren Besitz zu bringen.
Der Lehrer Rainer Buchholz war in seiner Jugend ein nationalsozialistischer Dichter. Er befürchtet, dass ihn das seine bevorstehende Beförderung kosten könnte. Er bricht deshalb bei Fintzel ein und begegnet dort dem Wirt Klaus Möhlmann, welcher die Treppe herunterfällt und tödlich verunglückt. Deshalb kommt Kommissar Greve nach Endwarden. Er gibt sich als alter Freund des Verstorbenen aus, um verdeckt zu ermitteln, und bewirbt sich vergeblich um Aufnahme in den Gesangsverein.
Auch der Apotheker Walter Hanke interessiert sich für den Inhalt des Koffers. Sein Vater hat die Apotheke zum Nachteil einer jüdischen Familie zu einem Spottpreis erworben. Seine Tochter Edda, Stadträtin, befürchtet das Ende ihrer politischen Karriere, wenn die Öffentlichkeit davon erführe. Hanke versucht deshalb ebenfalls vergeblich, an den Inhalt des Koffers zu kommen.
Hermann Kroll junior, der an einem Grundstück Hankes interessiert ist, möchte ihn mit dem vermuteten Inhalt des Koffers zum Verkauf zwingen und engagiert in Hamburg einen Ganoven, der für ihn den Koffer stehlen soll. Greve observiert jedoch Fintzels Haus und folgt dem Einbrecher zum Ort der geplanten Übergabe, wo er den Einbrecher zwar nicht festnehmen kann, aber Julius Fintzels Koffer an sich nimmt. Schließlich taucht er damit beim Treffen des Gesangsvereins auf, wo sich herausstellt, dass der Koffer kein belastendes Material, sondern nur wertlosen Plunder enthält. Außerdem teilt Greve den Sangesbrüdern mit, dass er Polizist ist, dass Möhlmanns Tod ein Unfall war und deshalb die Ermittlungen eingestellt werden.

## Sonstiges

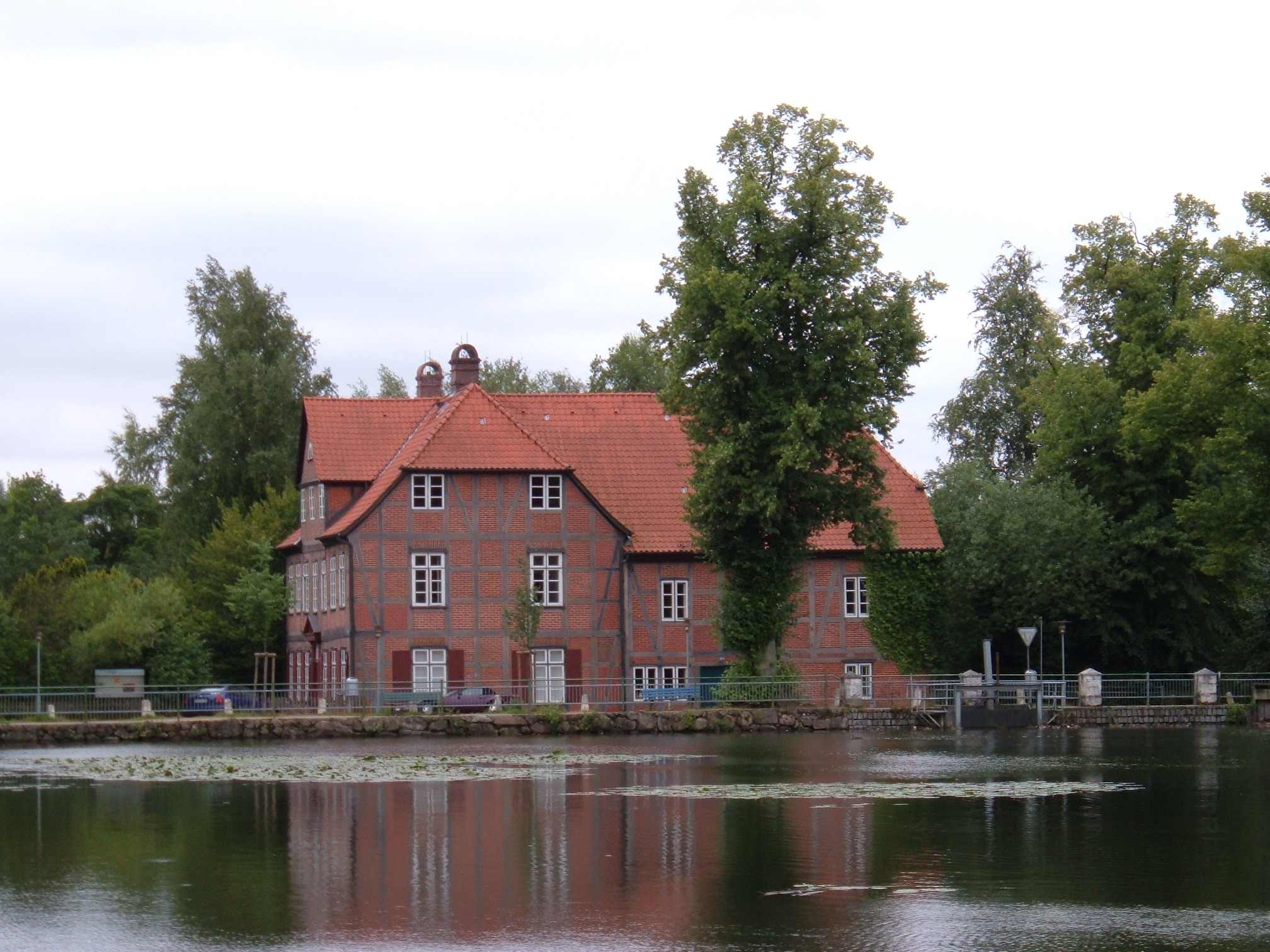
Trittau, einer der Drehorte

Der Ort der Handlung, Endwarden, scheint im Kreis Herzogtum Lauenburg zu liegen, da die Ortsbewohner Autos mit RZ-Kennzeichen fahren. Kommissar Greve, der sich zur Ermittlung in die Kleinstadt begibt,  fährt ein Auto mit einer Lübecker Nummer (HL).
Der Gesangsverein „Germania“ aus Hamburg-Finkenwerder singt die Lieder und das Geesthachter Blasorchester von 1960 spielt das Platzkonzert im Film.

## Rezeption
Bei der Erstausstrahlung wurde die Folge von gut 15 Mio. Zuschauern gesehen. Das entspricht einer Einschaltquote von 44 %.
Die Fernsehzeitschrift TV Spielfilm nannte den Film einen „Tatort-Klassiker auf höchstem Niveau“.

„Präzise Handwerksarbeit – der Plot: sauber durchgeführt; die Geschichte: konsequent und dabei witzig erzählt; die Regie: intelligent in der Reduzierung eines Ödipus-Falls (vergangene Geheimnisse dringen in die Gegenwart ein) auf bundesrepublikanische Kleinstadt-Maße und überzeugend in der Herausarbeitung der ironischen Pointe des Ganzen: Vorspiegelung eines Gemeinwesens, in dem es, anders als im Globke-Deutschland, eine Schande ist, damals dabei gewesen zu sein. (...) Ein Gegen-Krimi (mit einem Toten allerdings, aber der war auch der einzig Überflüssige an diesem Film), dessen Reiz in der Travestie lag: Spaß und Spannung um ein kleines Nichts (am Ende löst sich alles in Wohlgefallen auf) in einem imaginären Land, wo es nicht ehrenwert ist, Nazi gewesen zu sein.“

Der Literaturwissenschaftler Michael Mandelartz hingegen führt den Film als Beispiel für eine Tatort-Folge mit deutlichen Schwächen an. Ein problematisches Thema, hier nämlich die Bewältigung der nationalsozialistischen Vergangenheit, werde zwar angesprochen, aber nicht wirklich durchgeführt. Das Ende, bei dem die Verbrechen der Vergangenheit nicht ans Tageslicht gebracht werden und Kommissar Greve diese Verdrängung unterstützt, ist nach Meinung von Mandelartz nicht überzeugend.